# Medal Zwycięstwa w Wojnie Antyjapońskiej
Medal Zwycięstwa w Wojnie Antyjapońskiej (chiń. 抗戰勝利勳章), w USA znany także pod nazwą Medal Pamięci Wojny Chińskiej (ang. China War Memorial Medal) – chińskie odznaczenie wojskowe ustanowione pod koniec II wojny chińsko-japońskiej (a także II wojny światowej) przez rząd Republiki Chińskiej dla żołnierzy, którzy walczyli przeciwko najeźdźcom japońskim w szeregach armii Kuomintangu. Do otrzymania medalu uprawnieni byli także żołnierze wojsk sojuszniczych walczący z Japończykami na terytorium Chin, w szczególności 14 Armii Powietrznej i Latających Tygrysów.
Medal został ustanowiony w 1944 roku, a pierwsze nadania miały miejsce w 1946.

## Opis
Na awersie znajduje się most Marco Polo, uznawany za miejsce rozpoczęcia wojny chińsko-japońskiej, a nad nim dwie skrzyżowane flagi Republiki Chińskiej: państwowa i wojskowa. Pośrodku medalu znajduje się wizerunek przewodniczącego Czang Kaj-szeka w mundurze wojskowym. Na rewersie widnieje wygięte w łuk imię i nazwisko odznaczonego, pośrodku zaś numer medalu. Odznaczenie mocowane jest przy użyciu zawieszki umieszczonej w górnej części wstążki.
Wstążka medalu jest żółta z czerwonymi krawędziami o szerokości 4,8 mm. Pomiędzy czerwonym i żółtym znajdują się niebieskie paski o szerokości 3,2 mm. Pośrodku wstążki i baretki znajduje się okrągły metalowy symbol chińskiego słońca.

## Kryteria
Do odznaczenia Medalem Zwycięstwa w Wojnie Antyjapońskiej kwalifikowali się wszyscy, którzy służyli w szeregach armii Kuomintangu w Chinach kontynentalnych, Birmie, Wietnamie lub Tajlandii przez minimum 30 dni od 7 grudnia 1941 do 2 września 1945 roku.
Na mocy rozporządzenia Public Law 80-314 członkowie Sił Zbrojnych USA odznaczeni tym medalem mogą nosić go w kolejności po wszystkich innych odznaczeniach zagranicznych. Wśród znanych Amerykanów odznaczonych tym medalem znaleźli się m.in. generał porucznik Claire Chennault oraz Anna Chennault.